# دشت میزک
دشت میزک از دشت‌های غربی آلبانی است که در غرب آلبانی قرار گرفته است .ابن دشت یک دشت آبرفتی است که توسط چند رودخانه تغذیه می‌شود.نام این منطقه از دوران قرون وسطی گذاشته شده است ، این نام از خانواده حاکم موزاکا (۱۲۸۰ - ۱۶۰۰) که صاحب این منطقه بودند گرفته شده است. 

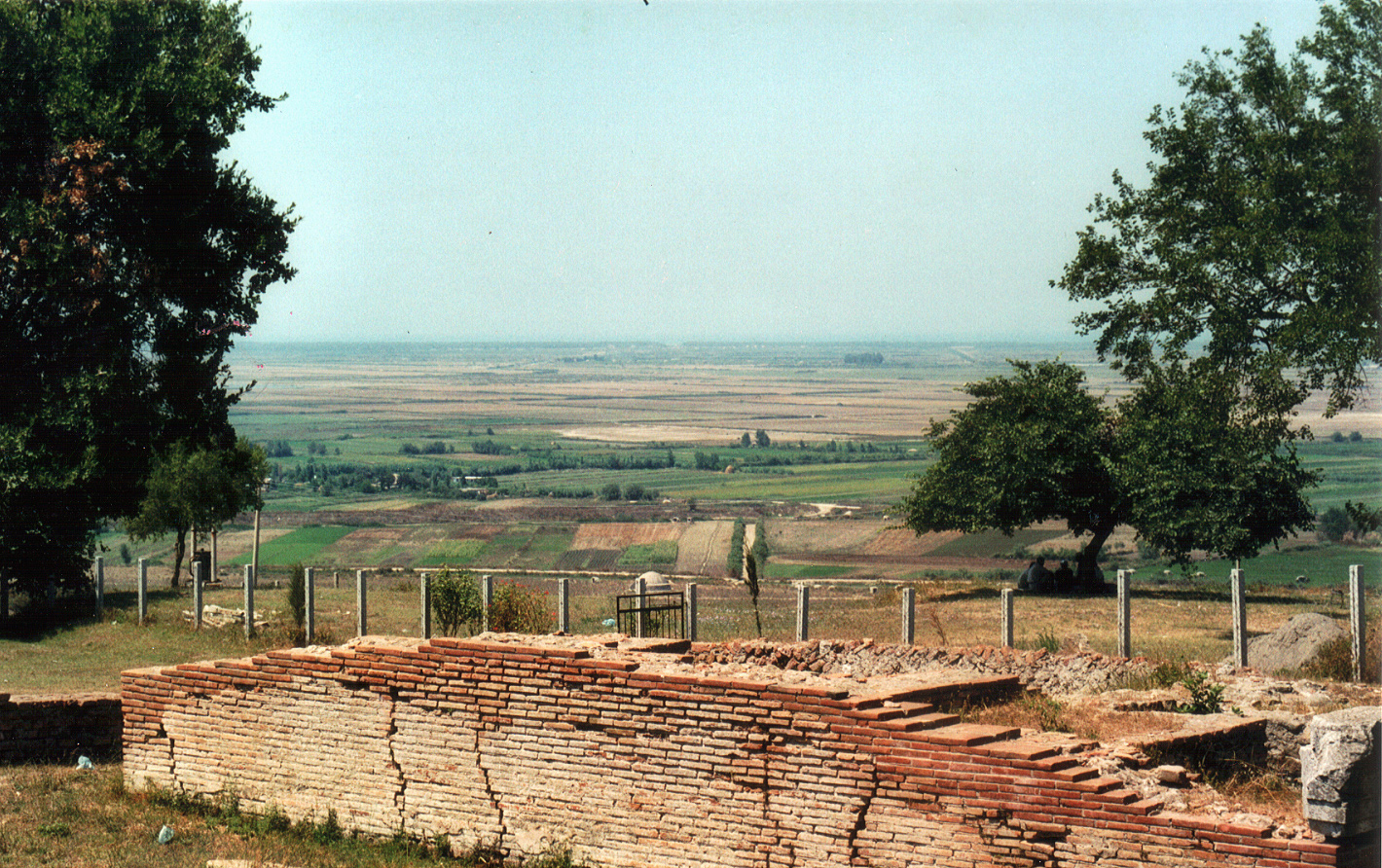
نمایی از میزک